# Jim Boo
James McQuaid Boo (Rolla, Missouri, 1954. november 12. –) amerikai profi jégkorongozó hátvéd.

## Karrier
Egyetemi karrierjét a Minnesotai Egyetemen kezdte, ami az egyik legjobb az államokban. Itt három éven keresztül játszott. 1978 márciusában felkerült a National Hockey League-es Minnesota North Starshoz, majd a CHL-es Fort Worth Texanshoz küldték. Még két idényt játszott a szintén CHL-es Oklahoma City Stars mielőtt 1980-ban visszavonult. Hírhedt volt kemény, sokszor durva játékáról. Adam Graves, Butch Deadmarsh és ő alkották a viccesen elnevezett "Scarey Line 1"-t